# Elia Naurizio

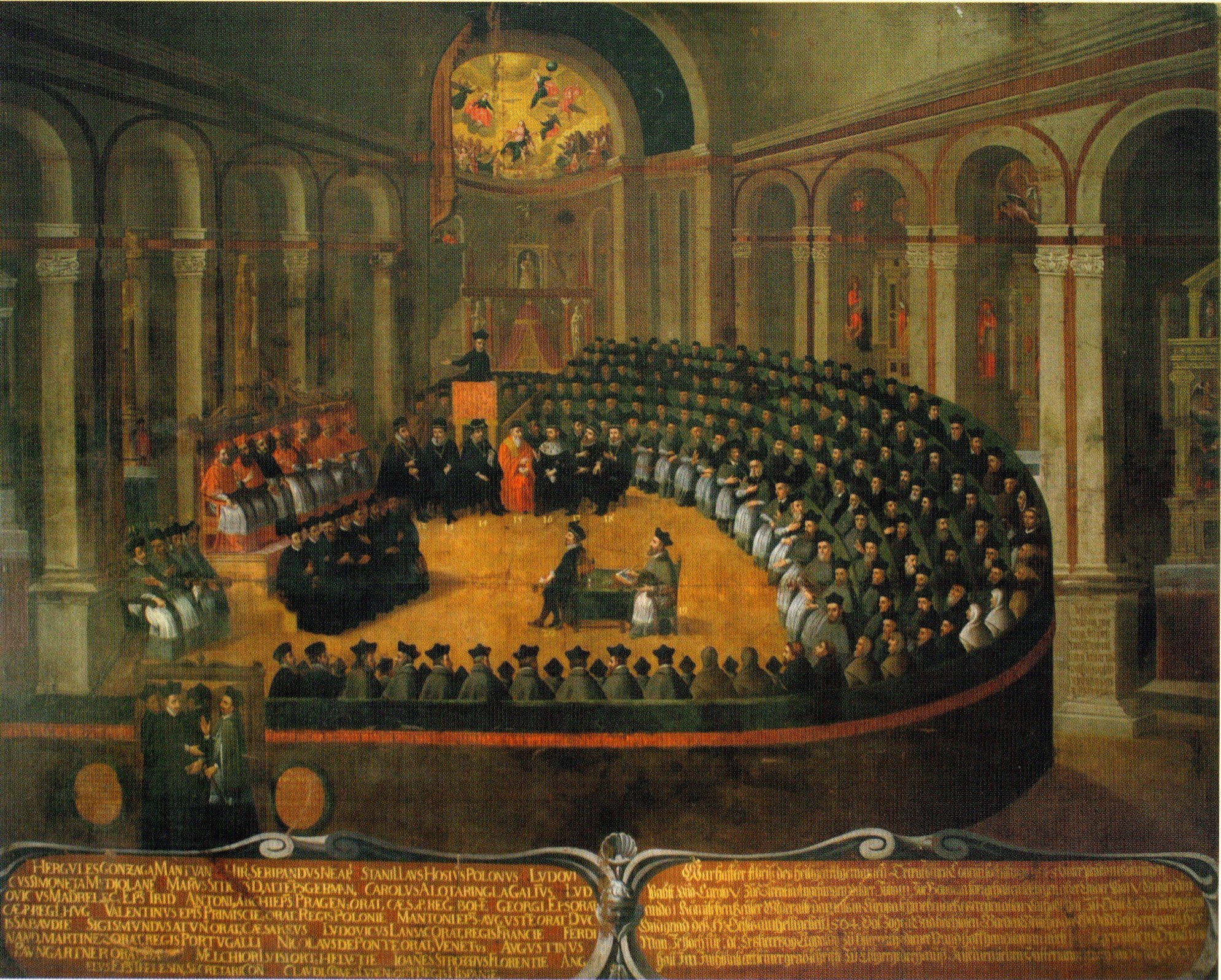
Elia Naurizio, Il Cardinale Ercole Gonzaga presiede la seduta del Concilio di Trento in Santa Maria Maggiore.

Elia Naurizio (Trento, 4 febbraio 1589 – Trento, 8 novembre 1657) è stato un pittore italiano. Membro più celebre della famiglia Naurizio, realizzò numerose opere per le chiese trentine.

## Biografia

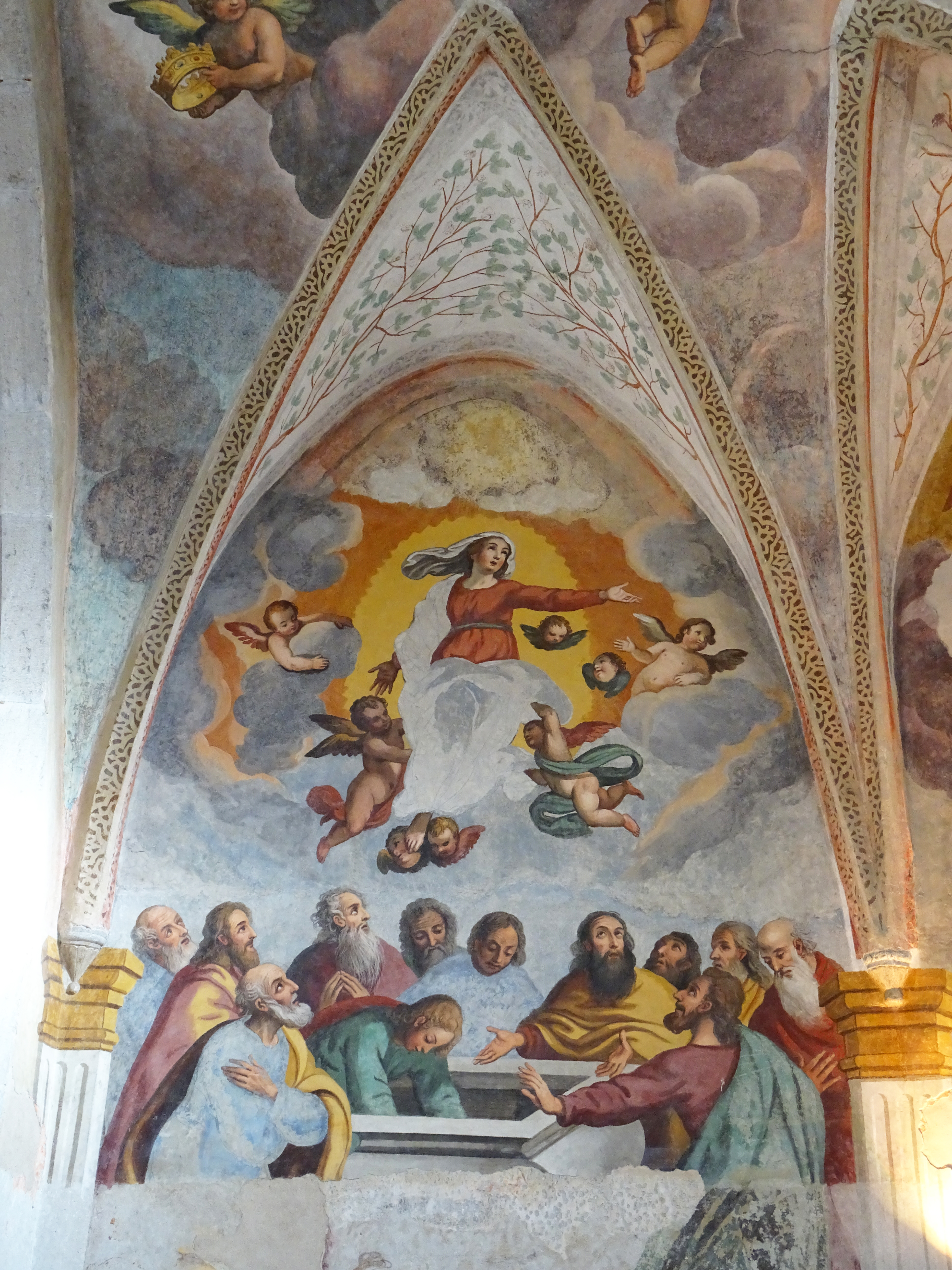
Assunzione di Maria, 1629, Castel Caldes

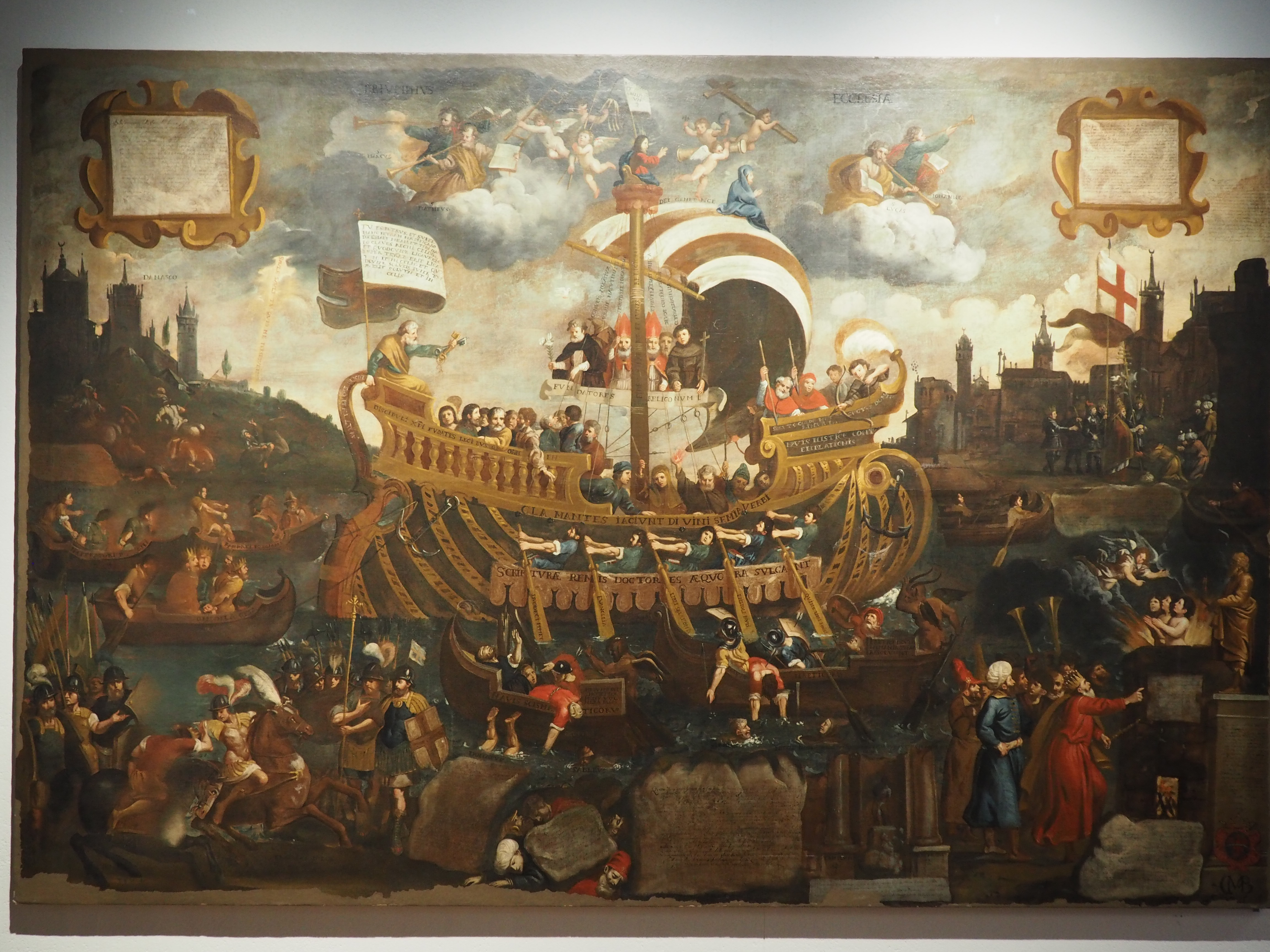
Allegoria della Chiesa trionfante, 1629-1657, MAG Museo Alto Garda (Riva del Garda)

Figlio di Ursula di Schwaz e Paolo Naurizio, autore di diverse tele di carattere sacro per le chiese trentine durante il principato di Ludovico Madruzzo. Dal 17 gennaio 1610 e fino al 1655 il suo nome compare nelle matricole dei soci della Confraternita alemanna degli zappatori, che per secoli ebbe un ruolo centrale nella vita dei tedeschi presenti in città. Vista la sua presenza a Croviana nel 1613, gli sono state attribuite alcune opere nella chiesa di San Giorgio.
La sua attività è attestata a partire dal 1623 a Innsbruck alla corte dell'arciduca Leopoldo V d'Austria. A partire dal 1628-1629 torna a Trento, quando disegnò la figura di san Vigilio per l'incisore Wolfgang Kilian, come apertura dell'opera che la Compagnia di Gesù dedicò a Carlo Emanuele Madruzzo. Recentemente gli è stata attribuita anche la paternità del ciclo di affreschi raffigurante le Storie della vita di Maria, nella cappella di Santa Maria a Castel Caldes.
La sua prima opera trentina datata e firmata risale al 1630: si tratta della Madonna con Bambino e santi, nella chiesa di Santa Maria Assunta a Calavino. Nella sua opera più celebre, realizzata per la chiesa di Santa Maria Maggiore nel 1633, è raffigurata la Congregazione generale del Concilio di Trento in S. Maria Maggiore, ora al Museo diocesano tridentino.
Nel 1634 a Trento dipinse la pala d'altare di Santa Caterina nella chiesa del convento di San Bernardino e un affresco della Beata Vergine sul muro dell'oratorio di Sant'Anna. Nel 1640-1642 dipinse la pala d'altare e cappelle laterali della cappella del SS Rosario della chiesa dei domenicani. Nel 1643 dipinse quadri all'interno del presbiterio della chiesa parrocchiale di Banale e nel 1649 la pala d'altare nella chiesa di Tavodo. Nel 1650 dipinse le pale d'altare nelle chiese di San Lorenzo a Folgaria e San Bartolomeo a Villazzano.
La partenza di Martino Teofilo Polacco da Trento (1621) favorì il lavoro del pittore; grazie al suo stile semplice e diretto, del quale è perfetto esempio la pala di Fraviano con l'iscrizione che esce dalla bocca del santo, la noncuranza per la corretta proporzione e la scelta di raffigurare il santo nel momento del martirio, ne fecero uno dei pittori più importanti della politica pastorale dei Madruzzo, promotori della Controriforma.

## Opere

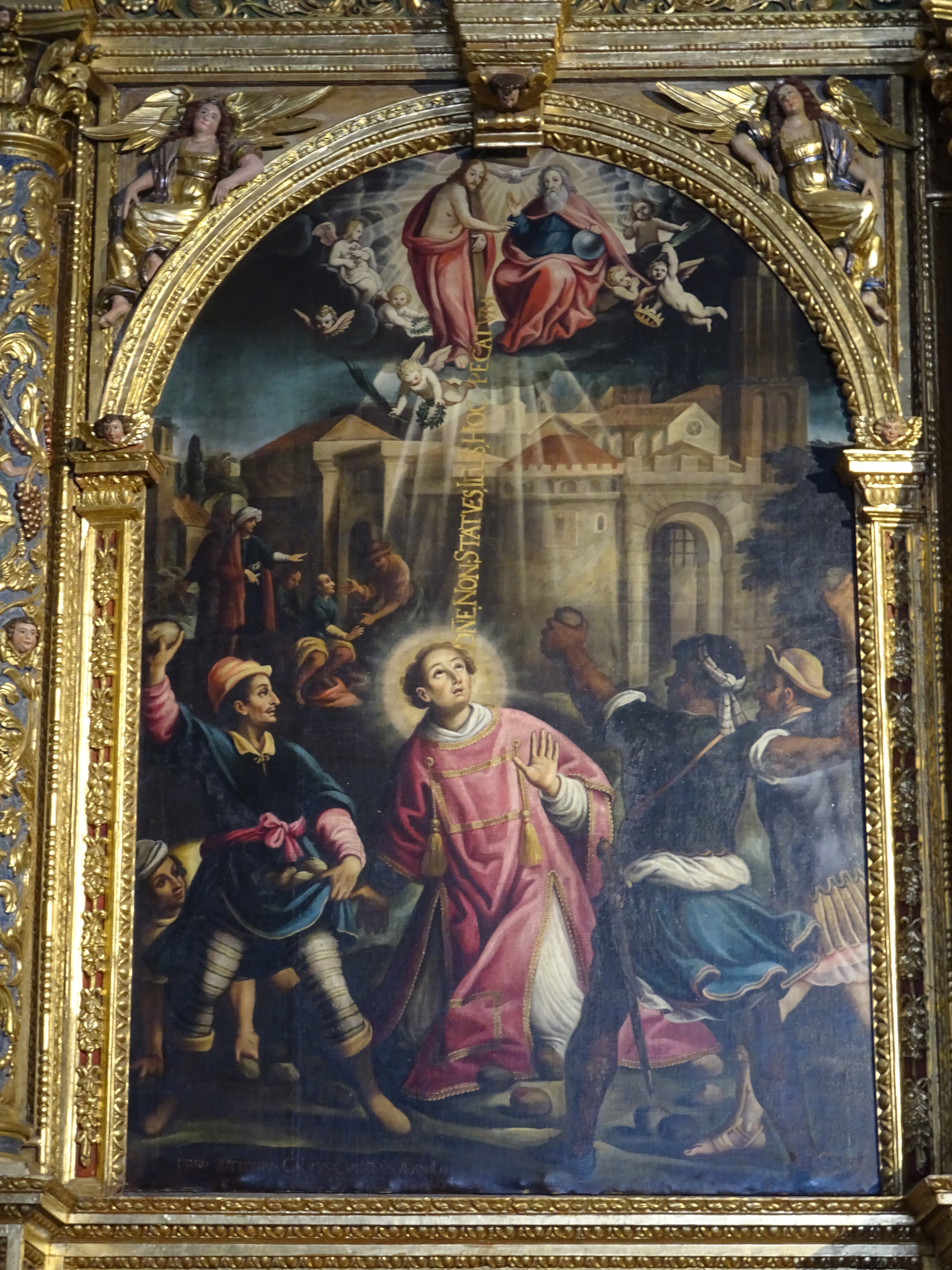
Lapidazione di Santo Stefano, 1638, chiesa di Santo Stefano a Fraviano (Vermiglio)

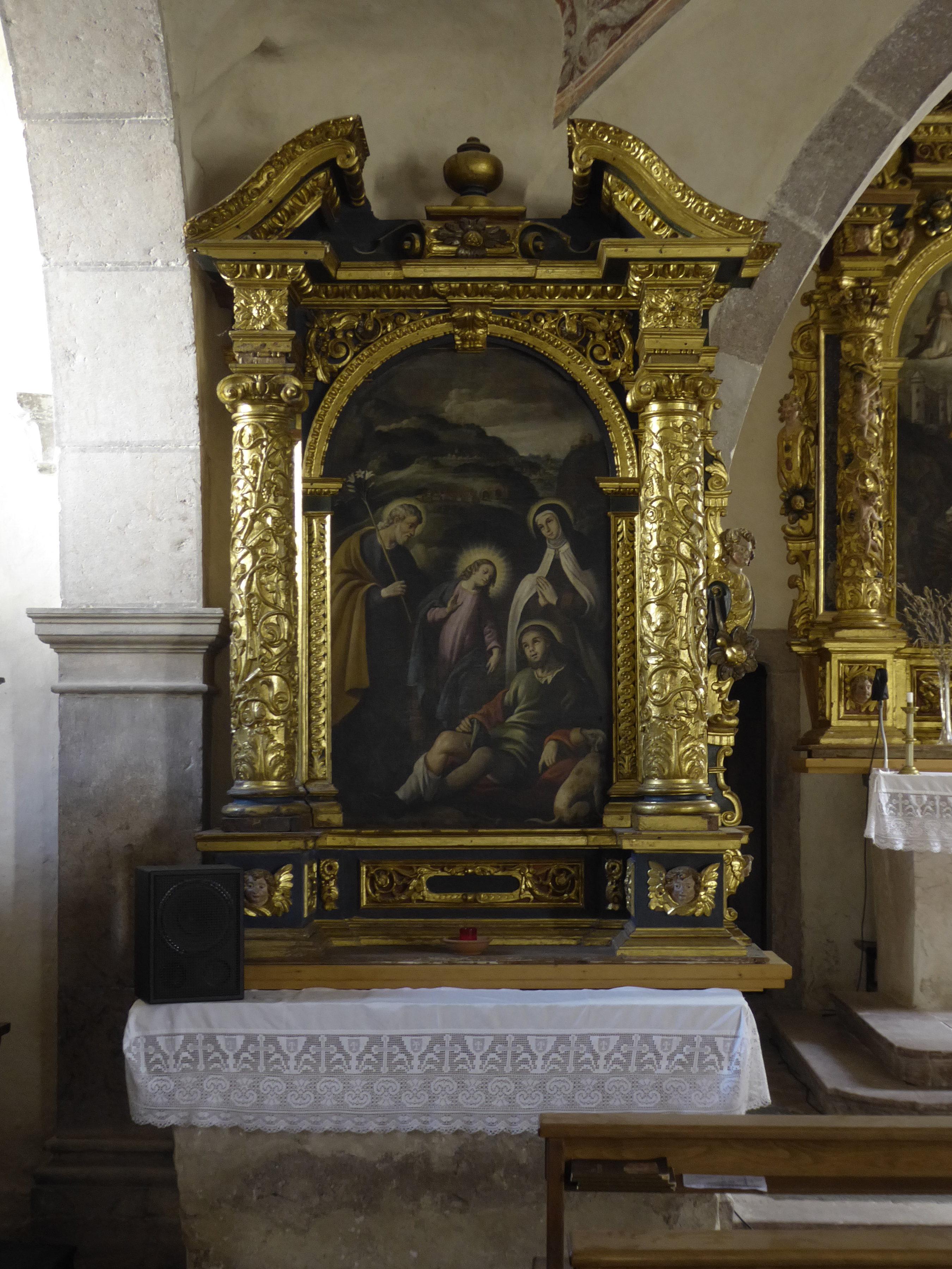
Gesù fanciullo guarisce San Rocco alla presenza di S. Giuseppe e S. Teresa d'Avila, 1647-1648, chiesa di San Giorgio a Dorsino

- Chiesa di San Giorgio, Croviana: affreschi della cappella di San Michele (1611)[6][7]
- Matrimonio mistico di Santa Caterina e San Pietro, 1613-1637, olio su tela, 194 × 119 cm, Museo diocesano tridentino (proveniente dalla chiesa della Madonna della Neve a Buss (Pergine Valsugana)[1]
- Madonna con Bambino, San Bernardo e Santa Margherita d'Antiochia, 1626-1630, olio su tela, 207 × 120 cm, pala dell'altare maggiore della chiesa di San Bernardo a San Bernardo (Rabbi)[8]
- Madonna del Rosario, 1629-1630, olio su tela, 146,5 × 105,5 cm, parete sinistra del presbiterio della chiesa di San Bernardo a San Bernardo (Rabbi)[9][10]
- Assunzione di Maria, Incoronazione di Maria, Annunciazione, 1629, olio su tela, 51 × 34 cm, ovali dell'antipendio dell'altare della confraternita del Rosario, chiesa di Santa Maria Assunta a Tassullo (Ville d'Anaunia)[11]
- Madonna con Bambino e i Santi Rocco, Lorenzo, Viglio e Sebastiano, post 1629, olio su tela, 240 × 133 cm, pala dell'altare maggiore della chiesa di San Rocco a Caldes[12][13]
- Santa Caterina riceve il rosario dalla Madonna con Bambino, prima metà del XVII secolo, olio su tela, parete destra della navata della chiesa di Santa Maria Maddalena a Preore (Tre Ville)[14][15]
- Trinità in gloria e San Vigilio in visita a Ton, prima metà del XVII secolo, olio su tela, 310 × 92 cm, parete sinistra del presbiterio della chiesa di Santa Maria Assunta a Vigo di Ton (antica pala d'altare della chiesa di San Vigilio)[16]
- Castel Caldes, cappella della Natività di Maria: affreschi interni. Realizzati nel 1629 in occasione delle nozze di Giovanni Arbogasto Thun e Maddalena Margherita Thun, celebrate nella cappella il 5 aprile 1629. Quattro scene della vita di Maria (Natività, Presentazione al Tempio, Sposalizio, Assunzione) sulle pareti laterali, le raffigurazioni legate alle litanie lauretane nelle vele della volta dell’aula (otto putti con quindici simboli mariani), il Padre eterno con la colomba dello Spirito santo fra nuvole a angeli nella volta absidale e l’articolata decorazione della controfacciata, con lo stemma del vescovo Carlo Emanuele Madruzzo.[2]
- Madonna con Bambino e santi, 1630, olio su tela, 284 × 185 cm, chiesa di Santa Maria Assunta a Calavino[17]
- Martirio di Sant'Agnese, 1631 ca., olio su tela, 187 × 91 cm, pala dell'altare maggiore della chiesa di Sant'Agnese in Colle a Tres (Predaia)[18]
- Allegoria della Chiesa trionfante, 1629-1657, olio su tela, 192,5 × 282 cm, MAG Museo Alto Garda (Riva del Garda). La probabile fonte della tela è l'incisione di Philippe Thomassin, la Navis misticae contemplationis (1602)[19]
- Congregazione generale del Concilio di Trento nella chiesa di S. Maria Maggiore, 1633, olio su tela, 293 × 353 cm, Museo diocesano tridentino (proveniente dalla chiesa di Santa Maria Maggiore). L'edificio presentava un'unica aula, non divisa in navate: vi fu montata una tribuna in legno semicircolare. Al centro compare Angelo Massarelli, segretario del Concilio. Un'iscrizione in basso indica i nomi dei personaggi più importanti raffigurati nel dipinto.[20]
- Madonna con Bambino e Sant'Anna, 1636 ca., olio su tela, 215 × 126 cm, pala dell'altare maggiore della chiesa di Sant'Anna a Roncogno (Pergine Valsugana). La parte superiore della pala è dominata dalla Madonna con il Bambino, sant'Anna e diversi angioletti, tre dei quali sostengono una croce; nella parte inferiore sono presenti san Bartolomeo (a sinistra) e santa Elena imperatrice con corona e abiti regali (a destra), sullo sfondo un paesaggio fluviale
- Lapidazione di Santo Stefano, 1638, olio su tela, 236 × 156 cm, pala dell'altare maggiore della chiesa di Santo Stefano a Fraviano (Vermiglio). Il dipinto raffigura il momento in cui santo Stefano affronta il martirio fuori dalle mura di Gerusalemme. I suoi occhi sono rivolti alla Trinità, le parole "Domine, non statues illis hoc peccatum" sono tratte dagli Atti degli Apostoli (7, 60)[21]
- Compianto sul Cristo morto, quinto decennio del Seicento, olio su tela, 250 × 160 cm, chiesa di San Bartolomeo a Caldes (proveniente dalla chiesa di San Rocco)[22][23]
- Adorazione dei Magi, 1643, olio su tela, 174 × 270 cm, presbiterio della chiesa di Santa Maria Assunta a Tavodo (San Lorenzo Dorsino)[24]
- Fuga in Egitto, 1643, olio su tela, 173 × 294 cm, presbiterio della chiesa di Santa Maria Assunta a Tavodo (San Lorenzo Dorsino)[24]
- Gesù Cristo crocifisso con Sant'Antonio abate e San Carlo Borromeo, prima metà del Seicento, olio su tela, 175 × 105 cm, pala dell'altare laterale destro (realizzato da Giovanni Battista Ramus nel 1643) della chiesa dei Santi Marco ed Egidio a Magras (Malé)[25]
- Gesù fanciullo guarisce San Rocco alla presenza di S. Giuseppe e S. Teresa d'Avila, 1647-48, olio su tela, 145 × 83,5 cm, pala dell'altare sinistro della chiesa di San Giorgio a Dorsino
- Battaglia di Lepanto, metà del Seicento, olio su tela, 470,5 × 330,5 cm, navata meridionale della chiesa di Santa Maria Assunta a Cavalese (attribuita da Ezio Chini). In alto la Vergine con il Bambino regge la corona del Rosario, alla quale è appesa la bianca croce dei Cavalieri di Malta. In basso viene rievocata la battaglia di Lepanto, con in primo piano due galere che attaccano altrettante imbarcazioni ottomane[26]
- Sacra famiglia in gloria e santi, 1649, olio su tela, 288 × 188 cm, pala del primo altare laterale destro della chiesa di Santa Maria Assunta a Tavodo (San Lorenzo Dorsino)[27]
- San Lorenzo in gloria con angeli e santi, 1650, olio su tela, 316 × 173 cm, pala dell'altare maggiore della chiesa di San Lorenzo a Folgaria. In alto è raffigurato san Lorenzo in gloria con degli angeli che reggono la graticola, simbolo del suo martirio; in basso i santi Barnaba, Pantaleone, Sette dormienti di Efeso (in centro), Acacio di Bisanzio e Udalrico di Augusta[28]
- Madonna con Bambino e santi Giovannino, Vigilio, Bartolomeo e Rocco, 1650, olio su tela, 208 × 116 cm, pala dell'altare maggiore della chiesa cimiteriale di San Bartolomeo a Trento[29]
- Incoronazione della Madonna e i Santi Bartolomeo e Giuda Taddeo, 1654 ca., olio su tela, pala dell'altare maggiore della chiesa di San Bartolomeo a Fraveggio (Vallelaghi)[5][30]